# Kota Minami
Kota Minami (南 光太 Minami Kota?,  nacido el 1 de mayo de 1979 en Oita) es un exfutbolista japonés. Jugaba de centrocampista y su último club fue el Mito HollyHock de Japón.

## Trayectoria

### Clubes
| Club              | País  | Año         |
| ----------------- | ----- | ----------- |
| Nippon Steel Oita | Japón | 1998        |
| Profesor Miyazaki | Japón | 1999        |
| Mito HollyHock    | Japón | 1999 - 2000 |